# Keyhole, Inc
A Keyhole, Inc., companhia fundada em 2001, foi uma empresa pioneira no desenvolvimento de software especializado em aplicações de visualização de dados geoespaciais. Foi adquirida pela Google em 2004. 
O nome "Keyhole" também é uma homenagem aos satélites de reconhecimento KH, o sistema original de reconhecimento militar "olho-no-céu", que tem mais de 30 anos de idade.

## 2001: Início
A Keyhole obteve seu primeiro financiamento de um fundo de investimento. Mais tarde, recebeu fundos da Agência Central de Inteligência (CIA), por meio da empresa de capital de risco In-Q-Tel.

## 2004: Aquisição
Posteriormente, a Keyhole foi adquirida pela Google em 2004. No mercado, seu principal programa foi o Earth Viewer, que foi atualizado e relançado com sucesso em 2005, como Google Earth.
Alguns de seus recursos foram preservados nos serviços Google Maps, Google Mobile e Keyhole Markup Language.